# Оксид америция(IV)
Оксид америция(IV) (диоксид америция, окись америция(IV)) — бинарное неорганическое соединение америция и кислорода. Представляет собой чёрные кристаллы. Первое полученное соединение америция.

## Получение
- Прокаливание на воздухе или в атмосфере кислорода нитрата, гидроксида, оксалата или карбоната америция при температуре 600—800 °C[1]:

{\displaystyle {\mathsf {4Am(OH)_{3}+O_{2}\ {\xrightarrow {600-800^{o}C}}\ 4AmO_{2}+6H_{2}O\uparrow }}}
{\displaystyle {\mathsf {Am_{2}(C_{2}O_{4})_{3}+2O_{2}\ {\xrightarrow {600-800^{o}C}}\ 2AmO_{2}+6CO_{2}\uparrow }}}
- Сжигание металлического америция на воздухе[2]:

{\displaystyle {\mathsf {4Am+3O_{2}\ {\xrightarrow {t}}\ 2Am_{2}O_{3}}}}
Данный способ, однако, не находит практического применения из-за загрязнения продукта реакции другими оксидами америция, в том числе нестехиометрического состава.

## Физические свойства
Оксид америция(IV) образует чёрные кристаллы гранецентрированной кубической сингонии. Параметр ячейки a = 0,5374 нм. Под действием радиоактивного излучения, однако, происходит увеличение параметра ячейки кристаллической решётки, а приведенная величина есть результат экстраполяции к нулевому моменту времени. Пространственная группа {\displaystyle Fm{\bar {3}}m}, изоструктурен фториду кальция. 
Состав данного оксида соответствует стехиометрическому AmO2,00, и даже при температуре 1000 °C отношение кислорода к америцию в нём не меньше, чем 1,99.

## Химические свойства
- При температуре 600 °C в атмосфере водорода восстанавливается до оксида америция(III)[1]:

{\displaystyle {\mathsf {2AmO_{2}+H_{2}\ {\xrightarrow {600^{o}C}}\ Am_{2}O_{3}+H_{2}O\uparrow }}}
- При температуре выше 1000 °C разлагается, отщепляя кислород и переходя в оксид америция(III)[4][5]:

{\displaystyle {\mathsf {4AmO_{2}\ {\xrightarrow {>1000^{o}C}}\ 2Am_{2}O_{3}+O_{2}\uparrow }}}
- При температуре 1400—1500 °C реагирует со смесью сероводорода и сероуглерода с образованием сульфида америция(III)[6]:

{\displaystyle {\mathsf {18AmO_{2}+10H_{2}S+10CS_{2}\ {\xrightarrow {1400-1500^{o}C}}\ 9Am_{2}S_{3}+3SO_{2}\uparrow +10H_{2}O\uparrow +10CO_{2}\uparrow }}}
- Восстанавливается газообразным фтороводородом при температуре 150 °C до фторида америция(III)[6]:

{\displaystyle {\mathsf {4AmO_{2}+12HF\ {\xrightarrow {150^{o}C}}\ 4AmF_{3}+6H_{2}O\uparrow +O_{2}\uparrow }}}
- Восстанавливается тетрахлорметаном (800 °C) или хлороводородом (250—300 °C) до хлорида америция(III) при повышенной температуре[6]:

{\displaystyle {\mathsf {2AmO_{2}+8HCl\ {\xrightarrow {250-300^{o}C}}\ 2AmCl_{3}+4H_{2}O\uparrow +Cl_{2}\uparrow }}}
- При температуре 500 °C восстанавливается бромидом алюминия и иодидом алюминия до бромида америция(III) и иодида америция(III) соответственно[6].

- Восстанавливается лантаном (1500 °C) и торием (1550 °C) до металлического америция[6]:

{\displaystyle {\mathsf {3AmO_{2}+4La\ {\xrightarrow {1500^{o}C}}\ 3Am+2La_{2}O_{3}}}}
- При фторировании элементарным фтором при температуре 400—500 °C образуется фторид америция(IV)[6]:

{\displaystyle {\mathsf {AmO_{2}+2F_{2}\ {\xrightarrow {400-500^{o}C}}\ AmF_{4}+O_{2}\uparrow }}}